# Michel Butor

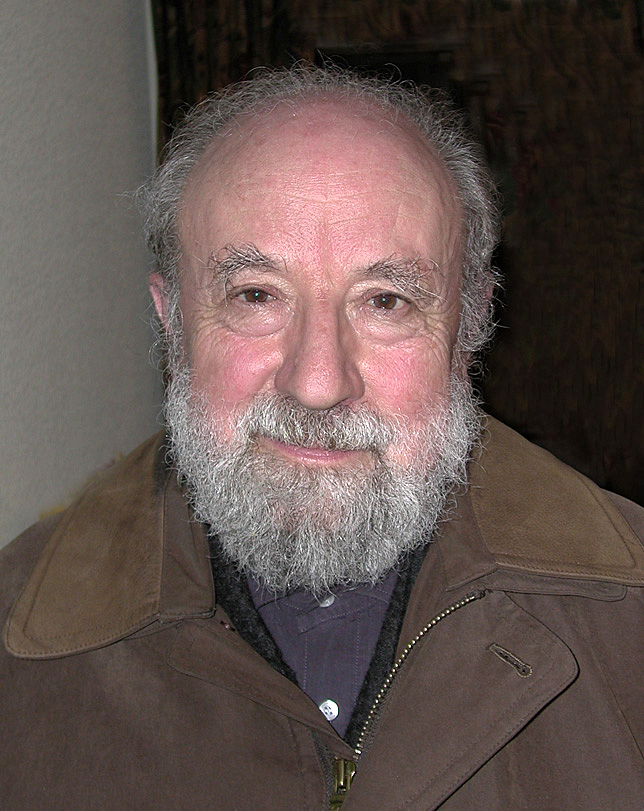
Michel Butor in 2002.

Michel Marie François Butor (Mons-en-Barœul, 14 september 1926 – Contamine-sur-Arve, 24 augustus 2016) was een Frans schrijver en essayist.

## Leven en werk
Butor studeerde filosofie en doceerde vervolgens wijsbegeerte op tal van universiteiten over de gehele wereld, onder meer in Egypte, Griekenland, de Verenigde Staten, Genève en Manchester.
Butor wordt als romanschrijver vaak geassocieerd met de experimentele ‘nouveau roman’: hij had veel aandacht voor de polysemie van zijn teksten en zag literatuur vooral als een spel waarmee betekenis wordt gecreëerd. Zijn romans hebben op de een of andere manier alle het schrijven van een boek als een belangrijk onderwerp, evenals trouwens veel van zijn essays. Met name in zijn essays hield Butor zich intensief bezig met het proces en de functie van het schrijven en beschouwde vanuit dat oogpunt het werk van onder meer Gustave Flaubert, Marcel Proust, James Joyce en William Faulkner. Ook besteedde hij veel aandacht aan de schilderkunst en probeerde hij bijvoorbeeld teksten te schrijven die hij naar eigen zeggen “ingelijst wilde projecteren op het innerlijk doek van de lezer”. Butor schreef ook diverse nauwelijks te classificeren boeken, zoals Mobile (1952), over literatuur, schilderkunst, reizen, actualiteit, welke thema’s hij op ingenieuze wijze aan elkaar knoopte.

#### La Modification
Het bekendste werk van Butor is zijn roman La Modification (1957, Nederlandse vertaling: Retour Rome). Een zakenman stapt op de trein Parijs-Rome om in Rome zijn maîtresse Cécile te gaan halen en met haar in Parijs te gaan leven. Een beschrijving van wat hij in en buiten de trein ziet vloeit samen met herinneringen aan eerdere verblijven in Rome en wandelingen daar met Cécile. Hij begint zich af vragen of het leven met Cécile zonder de aureool van Rome niet net zo grijs zal zijn als van zijn eerdere huwelijksleven. Als hij vervolgens in Rome aankomt, gaat hij niet naar Cécile, maar naar een hotelkamer. Daar wil hij een boek schrijven “waarvan hij de vorm al in zijn hoofd heeft”. Het blijkt het boek te zijn dat de lezer in zijn hand houdt.
Butor ontving voor La Modification de Prix Renaudot in 1957. In 1970 werd de roman verfilmd door Michel Worms.